# Macrocephalus cimicoides
Macrocephalus cimicoides är en insektsart som beskrevs av Nils Samuel Swederus 1787. Macrocephalus cimicoides ingår i släktet Macrocephalus och familjen rovskinnbaggar. Inga underarter finns listade i Catalogue of Life.